# La fièvre monte à El Pao
Pour plus de détails, voir Fiche technique et Distribution.
La fièvre monte à El Pao est un film franco-mexicain réalisé par Luis Buñuel, sorti en 1960. Ce film est le dernier dans lequel a joué l'acteur Gérard Philipe, décédé plus d'un mois avant la sortie du film en France.

## Synopsis
Sous une dictature d'Amérique centrale, le gouverneur d'une île, où sont envoyés des prisonniers politiques et de droit commun, est assassiné en plein discours. Ramón Vázquez, son secrétaire, aux idées libertaires, le remplace temporairement. La dictature, qui souhaite punir le crime de façon exemplaire, envoie sur place une équipe spéciale dirigée par Alejandro Gual. Celui-ci avait jadis été un prétendant éconduit d'Inés Rojas, la femme du gouverneur, aujourd'hui devenue maîtresse de son secrétaire. Gual rédige un faux dossier pour impliquer Vázquez et forcer Inès à céder à ses avances. En contrant la manœuvre, ils vont s'impliquer plus encore dans le régime et les pratiques qu'ils prétendaient, en secret, réformer.

## Fiche technique
- Titre : La fièvre monte à El Pao
- Titre mexicain : Los ambiciosos
- Réalisation : Luis Buñuel, assisté de Juan Luis Buñuel
- Scénario : Luis Alcoriza, Luis Buñuel, Charles Dorat et Louis Sapin d'après un roman d'Henry Castillou
- Photographie : Gabriel Figueroa
- Musique : Paul Misraki
- Son : William Robert Sivel
- Scripte : Suzanne Durrenberger
- Montage : Rafael Ceballos et James Cuenet
- Affiche : Yves Thos
- Production  : Raymond Borderie, Gregorio Walerstein et Oscar Dancigers (producteur associé)
- Sociétés de production : Groupe des Quatre ; Cinematografica Filmex
- Pays d'origine :  France -  Mexique
- Format : Noir et blanc - 1,33:1 - Mono - 35 mm
- Genre : Drame
- Durée : 97 minutes
- Date de sortie : 
  - France : 6 janvier 1960[1],[2],[Note 1]
  - Mexique :  20 octobre 1960
- Affiche : André Bertrand (France)

## Distribution
- Gérard Philipe : Ramón Vázquez
- María Félix : Inés Rojas
- Jean Servais : Alejandro Gual
- Miguel Ángel Ferriz : Le Gouverneur Mariano Vargas
- Raúl Dantés : Lieutenant García
- Domingo Soler : Professeur Juan Cárdenas
- Víctor Junco : Indarte

## Historique de l’œuvre
Buñuel avoue en 1960 que « ce n'est pas le film que j'aurais aimé tourner avec Gérard Philipe ». Il voulait depuis longtemps tourner avec Philipe qui venait de lui proposer de faire un Robinson, or, Buñuel tournait alors déjà un autre Robinson à Manzanillo. À Paris, il est alors proposé à Buñuel de faire avec Philipe une adaptation du Hussard sur le toit de Giono. Un quiproquo sur une date de rendez-vous pris avec Philipe à ce sujet, fait échouer le projet.
Buñuel cherche ensuite à monter Le Moine de Matthew Gregory Lewis dans l'adaptation d'Antonin Artaud et s'en confie à Simone Signoret. Gérard Philipe refuse, car il ne supporte pas l'injustice qui règne alors au Guatemala.
Finalement, il est proposé à Buñuel de tourner La fièvre monte à El Pao. Le rôle est proposé à Gérard Philipe, qui accepte. Le tournage commence alors au printemps 1959 à Acapulco.